# Nik Kershaw
Nik Kershaw (Bristol, Inglaterra,  1 de marzo de 1958) es un cantautor británico, que fue popular durante la década de 1980. Kershaw fue un ídolo adolescente a mediados de los años ochenta, y estuvo 50 semanas en la UK Singles Chart en 1984, venciendo a muchos otros solistas.

## Carrera

### Años 1980
Aunque nació en Bristol, Kershaw creció en Ipswich, Suffolk, y tras dejar el Northgate High School en 1976, trabajó como asistente de ventas y en un departamento de empleos por varios años, durante los cuales tocó la guitarra y cantó en varias bandas de Ipswich. Sin embargo, cuando la última de éstas, Fusion, se disolvió en 1982, se embarcó en una carrera de tiempo completo como compositor e intérprete. En 1983, firmó un contrato con MCA Records, un acuerdo que derivó en su sencillo debut I Won’t Let the Sun Go Down on Me.
A principios de 1984, Kershaw lanzó su famosa canción Wouldn’t It Be Good, presentando un vídeo musical en el que él aparece como un extraterrestre, vestido con un traje de croma. Esta canción llegó al número 4 en el ranking de sencillos del Reino Unido, y fue un gran éxito en Europa (especialmente en Alemania, Italia y Suiza) y también en Australia. Gozó de tres éxitos más en los Top 20 desde su álbum debut Human Racing, incluyendo el tema que da nombre al disco y una exitosa reedición de su sencillo debut I Won’t Let the Sun Go Down on Me. Este tema finalmente se convirtió en su más grande hit como artista, cuando alcanzó el número 2 en el Reino Unido.
El segundo álbum de Kershaw fue The Riddle. La canción del título resultó ser otro hit single tanto en el Reino Unido como en el extranjero, y el disco también puso dos éxitos más en el Top 10, Wide Boy y Don Quixote, que fueron platino. Durante este tiempo, Kershaw estuvo en una extensa gira con su banda de apoyo The Krew, formada por Keith Airey, Tim Moore, Mark Price, Sheri Kershaw (su esposa), y Dennis Smith.
En julio de 1985, Kershaw estaba entre los artistas del Live Aid, presentado en el estadio de Wembley. Después de esto, su estrella empezó a menguar, y pudo disfrutar de un único Top 40 más en el Reino Unido. Siguió grabando y lanzando discos, y colaborando con otros. Su álbum Radio Musicola, de 1986, se lanzó con buena crítica pero escaso éxito comercial, y pareció haber crecido más que su público inicial con trabajos incrementados en madurez: The Works, su último disco de los 80, se lanzó en 1989 con poco éxito.

### Años 1990
Su valor como compositor le sirvió en 1991, cuando su canción The One and Only apareció en la banda sonora de la película británica Buddy’s Song, y en la película estadounidense Doc Hollywood. The One and Only se convirtió en número 1 en el Reino Unido gracias a la estrella de Buddy’s Song Chesney Hawkes. En 1993, The Hollies tuvieron un discreto hit con otro tema de Kershaw, The Woman I Love. A mediados de los años 1990, también escribió y produjo material para la boy band Let Loose, con dos de sus temas (Seventeen y Everybody Say Everybody Do), consiguiendo un éxito razonable.
En 1999 lanzó el álbum 15 Minutes. Kershaw reveló que decidió grabar los temas él mismo, cuando se percató de que no iban a ser grabados por otros artistas.

### Años 2000
El siguiente álbum, To Be Frank, fue lanzado en 2001. Con los años, Nik Kershaw ha colaborado en álbumes de artistas como Elton John, Bonnie Tyler, Tony Banks, Les Rythmes Digitales, Michael W. Smith e Imogen Heap.
En 2005, Kershaw lanzó Then and Now, una colección de material de sus inicios, con cuatro nuevos temas. En 2006, terminó otro álbum solista, You’ve Got To Laugh, disponible solo a través de su sitio web o digitalmente en iTunes. Este álbum contiene doce temas y fue realizado bajo su propio sello, Shorthouse Records. Ni Then and Now, ni You’ve Got To Laugh, fueron promocionados con giras. En ese año también pudo verse el relanzamiento digital de su antiguo catálogo de los años 1980, incluyendo The Riddle, Radio Musicola y The Works.
Kershaw cantó en la Fairports Cropredy Convention el 15 de agosto de 2009 y en el Rewind Festival el 23 de agosto de 2009, en Temple Island Meadows, Henley-on-Thames. Kershaw también cantó en el New Wolsey Theatre, Ipswich, el 15 de noviembre de 2009.

## Vida personal
En junio de 1983, Kershaw se casó con su novia canadiense, Sheri, y juntos tuvieron tres hijos. Nik y Sheri Kershaw se separaron en noviembre de 2003. Nik Kershaw se casó con su novia Sarah en junio de 2009, y es padrastro de Renee.

## Discografía

### Álbumes
- 1983 Human Racing - Reino Unido #5, Estados Unidos #70, Australia #35, Alemania #8, Suiza #12, Noruega #7, Suecia #38, Finlandia #8
- 1984 The Riddle - Reino Unido #8, Estados Unidos #113, Australia #39, Alemania #12, Suiza #23, Noruega #5, Suecia #11, Finlandia #11
- 1986 Radio Musicola - Reino Unido #47, Australia #92
- 1987 BBC Transcription Service - Live in Concert (solo promoción)
- 1989 The Works
- 1991 The Collection
- 1991 Wouldn't It Be Good
- 1993 The Best of Nik Kershaw - Suecia #23
- 1995 Anthology
- 1998 Greatest Hits - Finlandia #12, Dinamarca #9
- 1999 15 Minutes - Reino Unido #194
- 2000 The Essential
- 2001 To Be Frank
- 2005 Then And Now - Reino Unido #182
- 2006 You've Got to Laugh
- 2010 No Frills

### Sencillos
- 1983 I Won't Let the Sun Go Down on Me - Reino Unido #47, Suecia #10
- 1984 Wouldn't It Be Good - Reino Unido #4, Estados Unidos #46, Canadá #9, Australia #5, Irlanda #2, Alemania #2, Suiza #3, Noruega #6, Países Bajos #32, Francia #35, Austria #12, Italia #14, Sudáfrica #14
- 1984 Dancing Girls - Reino Unido #13, Irlanda #14, Alemania #21
- 1984 I Won't Let The Sun Go Down On Me (reedición) - Reino Unido #2, Australia #17, Irlanda #4, Alemania #12, Suiza #6, Noruega #8, Países Bajos #5
- 1984 Human Racing - Reino Unido #19, Irlanda #17
- 1984 The Riddle - Reino Unido #3, Australia #6, Irlanda #3, Alemania #8, Suiza #15, Noruega #5, Suecia #5, Países Bajos #19, Francia #18, Finlandia #12, Italia #10, Sudáfrica #9
- 1985 Wide Boy - Reino Unido #9, Australia #7, Irlanda #5, Alemania #25, Países Bajos #47
- 1985 Don Quixote - Reino Unido #10, Australia #83, Irlanda #9, Alemania #39
- 1985 When a Heart Beats - Reino Unido #27, Estados Unidos #92, Irlanda #14, Alemania #55
- 1986 Nobody Knows - Reino Unido #44, Australia #73, Japón #2
- 1986 Radio Musicola - Reino Unido #43
- 1987 James Cagney (lanzado solo en Alemania)
- 1989 One Step Ahead - Reino Unido #55
- 1989 Elisabeth's Eyes
- 1991 Wouldn't It Be Good (reedición)
- 1991 I Wanna Change the Score (Tony Banks y Kershaw) - Alemania #55
- 1993 Old Friends - (Kershaw y Elton John) (solo promoción)
- 1998 Wouldn't It Be Good (remix)
- 1998 98 Remixes (Wouldn't It Be Good y I Won’t Let the Sun Go Down on Me) EP" (lanzado sólo en Dinamarca)
- 1999 Somebody Loves You -  Reino Unido #70
- 1999 Sometimes (Les Rythmes Digitales figurando Kershaw) - Reino Unido #56
- 1999 What Do You Think Of It So Far?
- 2001 Wounded - Reino Unido #100
- 2001 Die Laughing (solo promoción)
- 2005 What It Is (solo promoción)
- 2005 The Riddle '05 (solo promoción)